# Renée Devillers
Renée Blanche Deteix conocida como Renée Devillers (9 de octubre de 1902 – 5 de agosto de 2000) fue una actriz teatral y cinematográfica de nacionalidad francesa.

## Biografía
Nacida en París, Francia, su nombre completo era Renée Blanche Devillers. 
Née Renée Deteix, se casó el 7 de noviembre de 1935 con el banquero Jean-Conrad Hottinguer (1907-1993), con el que tuvo tres hijos (Françoise, Jean-Philippe y Barbara).
Como actriz teatral, fue miembro pensionnaire de la Comédie-Française entre 1961 y 1966.
Falleció en Lagny-sur-Marne, Francia, en el año 2000.

## Teatro
- 1921 : Les Pélican, de Raymond Radiguet, escenografía de Pierre Bertin, Théâtre Michel
- 1921 : L'Affaire des poisons, de Victorien Sardou, Le Trianon
- 1922 : Molière, de Henry Dupuy-Mazuel y Jean-José Frappa, escenografía de Firmin Gémier, Teatro del Odéon
- 1922 : Une danseuse est morte, de Charles Le Bargy, Teatro del Odéon
- 1925 : La Robe d'un soir, de Rosemonde Gérard, escenografía de Firmin Gémier, Teatro del Odéon
- 1926 : Le Bonheur du jour, de Edmond Guiraud, Teatro del Odéon
- 1927 : Son mari, de Paul Géraldy y Robert Spitzer, Théâtre de la Michodière
- 1928 : Yes, de Pierre Soulaine, Albert Willemetz, Robert Bousquet y René Pujol, Théâtre des Capucines
- 1928 : La Belle Aventure, de Gaston Arman de Caillavet, Robert de Flers y Étienne Rey, Teatro del Odéon
- 1929 : L'Ascension de Virginie, de Maurice Donnay y Lucien Descaves, Théâtre de la Michodière
- 1930 : Pardon, Madame, de Romain Coolus y André Rivoire, Théâtre Michel
- 1931 : Les Tribulations d'un Chinois en Chine, de Claude Farrère y Charles Méré, Théâtre Sarah-Bernhardt
- 1932 : Mademoiselle de Jacques Deval, escenografía de Jacques Baumer, Théâtre Saint-Georges
- 1933 : Le Vent et la pluie, de Georges de Warfaz, Théâtre des Célestins
- 1933 : Teddy and Partner, de Yvan Noé, Théâtre Michel
- 1933 : Le Vol nuptial, de Francis de Croisset, Théâtre de la Michodière
- 1934 : Espoir, de Henri Bernstein, Théâtre du Gymnase Marie-Bell, con Claude Dauphin, Gabrielle Dorziat y Victor Francen
- 1936 : La vie est si courte…, de Léopold Marchand, Théâtre Pigalle
- 1937 : Electra, de Jean Giraudoux, escenografía de Louis Jouvet, Théâtre de l'Athénée
- 1944 : Le Dîner de famille, de Jean Bernard-Luc, escenografía de Jean Wall, Théâtre de la Michodière
- 1946 : Si je voulais, de Paul Géraldy y Robert Spitzer, Théâtre de la Michodière
- 1946 : Jeux d'esprits, de Noël Coward, escenografía de Pierre Dux, Théâtre de la Madeleine
- 1949 : Das Kapital, de Curzio Malaparte, escenografía de Pierre Dux, Théâtre de Paris
- 1951 : Mon mari et toi, de Roger Ferdinand, escenografía de Louis Ducreux, Théâtre des Capucines y Théâtre de l'Apollo
- 1952 : Le Bonheur des méchants, de Jacques Deval, escenografía del autor, Théâtre des Bouffes-Parisiens
- 1955 : Isabelle et le pélican, de Marcel Franck, escenografía de Marc Camoletti, Théâtre Édouard VII
- 1955 : Un monsieur qui attend, de Emlyn Williams, escenografía de Pierre Dux, Comédie-Caumartin
- 1956 : L'Ombre, de Julien Green, escenografía de Jean Meyer, Théâtre Antoine

## Filmografía
- 1921 : L'Affaire du train 24, de Gaston Leprieur
- 1930 : La Douceur d'aimer, de René Hervil
- 1932 : Ma femme... homme d'affaires, de Max de Vaucorbeil
- 1937 : L'Appel de la vie, de Georges Neveux
- 1937 : L'Homme du jour, de Julien Duvivier
- 1938 : J'accuse!, de Abel Gance
- 1942 : La Femme que j'ai le plus aimée, de Robert Vernay
- 1942 : Les affaires sont les affaires, de Jean Dréville
- 1942 : Le Voile bleu, de Jean Stelli
- 1943 : Untel père et fils, de Julien Duvivier
- 1946 : Lunegarde, de Marc Allégret
- 1946 : Roger la Honte, de André Cayatte
- 1947 : Fausse identité, de André Chotin
- 1948 : Les Dernières Vacances, de Roger Leenhardt
- 1948 : Les amoureux sont seuls au monde, de Henri Decoin
- 1948 : Le Diable boiteux, de Sacha Guitry
- 1949 : Le Droit de l'enfant, de Jacques Daroy
- 1950 : Cartouche, roi de Paris, de Guillaume Radot
- 1951 : Un grand patron, de Yves Ciampi
- 1952 : Coiffeur pour dames, de Jean Boyer
- 1953 : L'Appel du destin, de Georges Lacombe
- 1954 : Le Blé en herbe, de Claude Autant-Lara
- 1954 : Si Versailles m'était conté..., de Sacha Guitry
- 1954 : Mam'zelle Nitouche, de Yves Allégret
- 1957 : Fernand clochard, de Pierre Chevalier
- 1958 : Secret professionnel, de Raoul André
- 1962 : Thérèse Desqueyroux, de Georges Franju
- 1962 : Climats, de Stellio Lorenzi
- 1968 : Au théâtre ce soir: Étienne, de Jacques Deval, escenografía de Louis Seigner, dirección de Pierre Sabbagh, Théâtre Marigny